# Challenger de Brazzaville 2025
El torneo Brazzaville Challenger 2025 fue un torneo de tenis perteneció al ATP Challenger Tour 2025 en la categoría Challenger 50. Se trató de la 2ª edición; el torneo tuvo lugar en la ciudad de Brazzaville (República del Congo), desde el 17 hasta el 23 de febrero de 2025 sobre pista de tierra batida al aire libre.

## Jugadores participantes del cuadro de individuales
| Preclasificado | País                        | Jugador              | Rank1 | Posición en el torneo |
| 1              | Bandera de Francia          | Calvin Hemery        | 194   | FINAL                 |
| 2              | Bandera de Francia          | Geoffrey Blancaneaux | 270   | CAMPEÓN               |
| 3              | Bandera de los Países Bajos | Max Houkes           | 314   | Cuartos de final      |
| 4              | Bandera de Francia          | Maxime Chazal        | 337   | Segunda ronda         |
| 5              | Bandera de los Países Bajos | Guy den Ouden        | 340   | Segunda ronda         |
| 6              | Bandera de Costa de Marfil  | Eliakim Coulibaly    | 341   | Cuartos de final      |
| 7              | Bandera de Italia           | Franco Agamenone     | 390   | Cuartos de final      |
| 8              | Bandera de Eslovaquia       | Andrej Martin        | 431   | Segunda ronda         |

- 1 Se ha tomado en cuenta el ranking del 10 de febrero de 2025.

### Otros participantes
Los siguientes jugadores recibieron una invitación (wild card), por lo tanto ingresan directamente al cuadro principal (WC):
- Paterne Mamata
- Kryce-Didier Momo-Kassa
- Nicholas van Aken

## Campeones

### Individual Masculino
- Geoffrey Blancaneaux derrotó en la final a  Calvin Hemery por 6–3, 6–4

### Dobles Masculino
- Mateo Barreiros Reyes /  Paulo André Saraiva dos Santos derrotaron en la final a  Geoffrey Blancaneaux /  Maxime Chazal por 6–4, 1–6, [10–6]